# Emanuele d'Astorga
Pour les articles homonymes, voir Astorga (homonymie).
Emanuele d'Astorga (Augusta, Sicile, 20 mars 1680 - Madrid (?), vers 1757) est un compositeur italien.

## Biographie
La vie du compositeur Emanuele d'Astorga est très mal connue, et les détails transmis sont souvent confus ou contradictoires. Il fut probablement l'un des derniers à perpétuer la tradition des cantates de chambre pour une ou deux voix, illustrée par Alessandro Scarlatti. On retient en particulier de lui un Stabat Mater en ut mineur.

## Compositions
- La moglie nemica - melodramma - 1698, créé à Palerme
- Stabat Mater - cantata da camera - 1707? (créé à Oxford en 1713)
- Dafni - dramma pastorale -1708, créé à Gênes
- Amor tirannico - 1710, opéra créé à Venise